# 中邨秀雄
中邨 秀雄（なかむら ひでお、1932年10月20日 - 2015年7月3日）は、日本の財界人、フリープロデューサー、芸能プロモーター。吉本興業の代表取締役社長、会長、名誉会長を務めた。

## 来歴・人物
現在の大阪市中央区出身。大阪府立生野高等学校卒。関西学院大学文学部卒業。大学時代はラグビー選手として活躍。
1955年5月、吉本興業に入社し、駆け出し時代は人気漫才師の花菱アチャコ、大村崑などのマネージャーを務めた。
うめだ花月劇場の開館、吉本新喜劇の立ち上げに尽力し、人気テレビ番組「ヤングおー!おー!」をプロデュース。所属タレントを積極的にテレビに出演させる戦略が実を結び、「お笑いの吉本」の地位を不動にした。その後、制作部長・常務・専務・副社長を歴任。
1991年4月、会長だった林正之助の死去に伴い、代表取締役社長に就任、東京進出の旗振り役となり、関西ローカルだった吉本を「全国区」に押し上げた。
1999年に会長、2003年に名誉会長となる。2004年6月30日に一身上の都合から退任し吉本を退社。以降はフリープロデューサーとして活動していた。2015年7月3日、肺炎のために死去。近親者にて葬儀を行った後、1ヶ月後の8月1日に死去が公表された。82歳没。
政治学者の中邨章は弟。

## 備考
テレビ番組のプロデュース等を通して吉本興業を「全国区」に押し上げて有名にした反面、会社の方針に従わない芸人・タレントには厳罰を科すなど企業人及び芸能プロモーターとして冷徹なポリシーを持っていた。中でも横山やすしを吉本在籍時代から毛嫌いをしており、やすし本人が1989年に飲酒運転を起こした際には、上層部との議論の末に、やすしとの専属契約の解消を即座に決めたという経緯があった。
2004年の吉本退職以前にも、一時期吉本を離れていた時期がある。

## 手がけた番組
- よしもと新喜劇シリーズ（毎日放送）
- ヤングおー!おー!（毎日放送）

## 著書
- 『笑いに賭けろ！ 私の履歴書』（日本経済新聞社、2003年）　ISBN 978-4532164454